# Wen Xiaoyan
Wen Xiaoyan (nacida el 12 de octubre de 1997) es una atleta paralímpica china.

## Carrera
Representó a China en los Juegos Paralímpicos de 2016 y ganó dos medallas de oro y una de plata.
Ganó la medalla de oro en el evento T37 de salto de longitud femenino y la de plata en el evento T37 de 400 metros femenino. En el evento femenino de relevos T35-T38 de 4 × 100 metros, ganó la medalla de oro junto con Jiang Fenfen, Chen Junfei y Li Yingli.
En el Campeonato Mundial de ParaAtletismo 2017 celebrado en Londres, Reino Unido, ganó la medalla de oro en el evento T37 de salto de longitud femenino. Dos años después, en el Campeonato Mundial de ParaAtletismo 2019 celebrado en Dubái, Emiratos Árabes Unidos, ganó tres medallas de oro y una de plata. Ganó la medalla de oro en los 100 metros femeninos T37, 200 metros femeninos T37 y los eventos femeninos de salto largo T37. También ganó la medalla de plata en el evento de relevos de 4 x 100 metros.